# Галы
Галы (бел. Галы) — деревня в Потаповском сельсовете Буда-Кошелёвского района Гомельской области Республики Беларусь.

## География

### Расположение
В 11 км на северо-запад от районного центра и железнодорожной станции Буда-Кошелёвская (на линии Жлобин — Гомель), 59 км от Гомеля. На юге граничит с лесом. 

## Транспортная сеть
Транспортные связи по просёлочной, затем по автодорогам, которые отходят от Буда-Кошелёво. Планировка состоит из короткой криволинейной улицы, ориентированной с юго-востока на северо-запад. Застройка двусторонняя, деревянными домами усадебного типа.

## История
По письменным источникам известна с конца XIX века как околица в Рогачёвском уезде Могилёвской губернии. Рядом был одноименный фольварк, хозяин которого в 1866 году имел 988 десятин земли. В 1909 году — 292 десятин земли.
В 1929 году жители деревни вступили в колхоз. На фронтах Великой Отечественной войны погибли 25 жителей деревни. В 1959 году в составе хозяйства Буда-Кошелёвского аграрно-технического колледжа (центр — город Буда-Кошелёво).

## Население

### Численность
- 2018 год — 15 жителей.

### Динамика
- 1868 год — 12 дворов, 194 жителя.
- 1908 год — 19 дворов.
- 1959 год — 266 жителей (согласно переписи).
- 2004 год — 24 хозяйства, 35 жителей.